# Le Roi Muguet

Le Roi Muguet est un téléfilm français de Guy Jorré réalisé en 1979.

## Synopsis
Muguet est alcoolique, il est hospitalisé à la suite d'un malaise. Les médecins diagnostiquent un cancer du foie. Le docteur Rochard lui propose de se soigner par une nouvelle technique, l'« hémodialyse ». Il accepte le traitement et devient un cobaye médiatisé par la presse et la télévision. Entre Muguet, le médecin et son assistante Valérie se noue une relation étrange à l'intérieur de l'hôpital...

## Fiche technique
- Réalisation : Guy Jorré
- Scénario : Yves Laurent, Dominique Robelet, Patrick Laurent
- D'après une idée de Xavier Emmanuelli
- Diffusion TV : 26 juin 1979, 1re chaine.

## Distribution
- Jacques Dufilho : Muguet
- Pierre Santini : Dr. Xavier Rochard
- Lyne Chardonnet : Valérie
- Alain Nobis : Le directeur
- Annick Allières : Angèle
- Solange Boulanger : Carole
- Nono Zammit : Le beau-frère
- Marius Laurey : Un malade
- Max Desrau: Un malade
- Jean-Michel Molé : L'éditeur
- Yvonne Dany : La religieuse
- Monic Dartbois : La cliente du cabaret
- Daniel Dhubert : Un journaliste
- Michèle Dubois : Une vendeuse
- Gilles Guillot : Un journaliste
- Michèle Hamelin : La secrétaire
- Jeanne Herviale : La cuisinière
- Catherine Jarrett : L'entraîneuse
- Hubert Jarczik : Le garçon de salle
- Jean-Louis Legoff : Le client
- Liliane Litchi : Une infirmière
- Jeanne Marie : La fille de salle
- Monique Martial : Une journaliste
- Jean Michel : Le barman
- Guy Minot : L'infirmier
- Paul Rieger : Un journaliste
- Mathé Souverbie : La vendeuse
- Jean-Claude Tiercelet : Un journaliste
- Barbara Blanche
- Dominique Lestournel.